# فهرست غارهای ایران
فهرستی از برخی از غارهای شناخته‌شدهٔ ایران در اینجا گرد آمده‌است:

## استان آذربایجان شرقی
- غار آغ‌بولاق واقع در قره‌چمن، بستان‌آباد
- غار ابی در جنوب غربی مراغه مجاورت روستای قره ناز
- غار چپر در شمال مراغه در مجاورت روستای داش چاوان
- غار قدمگاه، در روستای قدمگاه، آذرشهر
- غار هامپوئیل، در جنوب شرقی مراغه و در مجاورت روستای مردق چای

## استان آذربایجان غربی

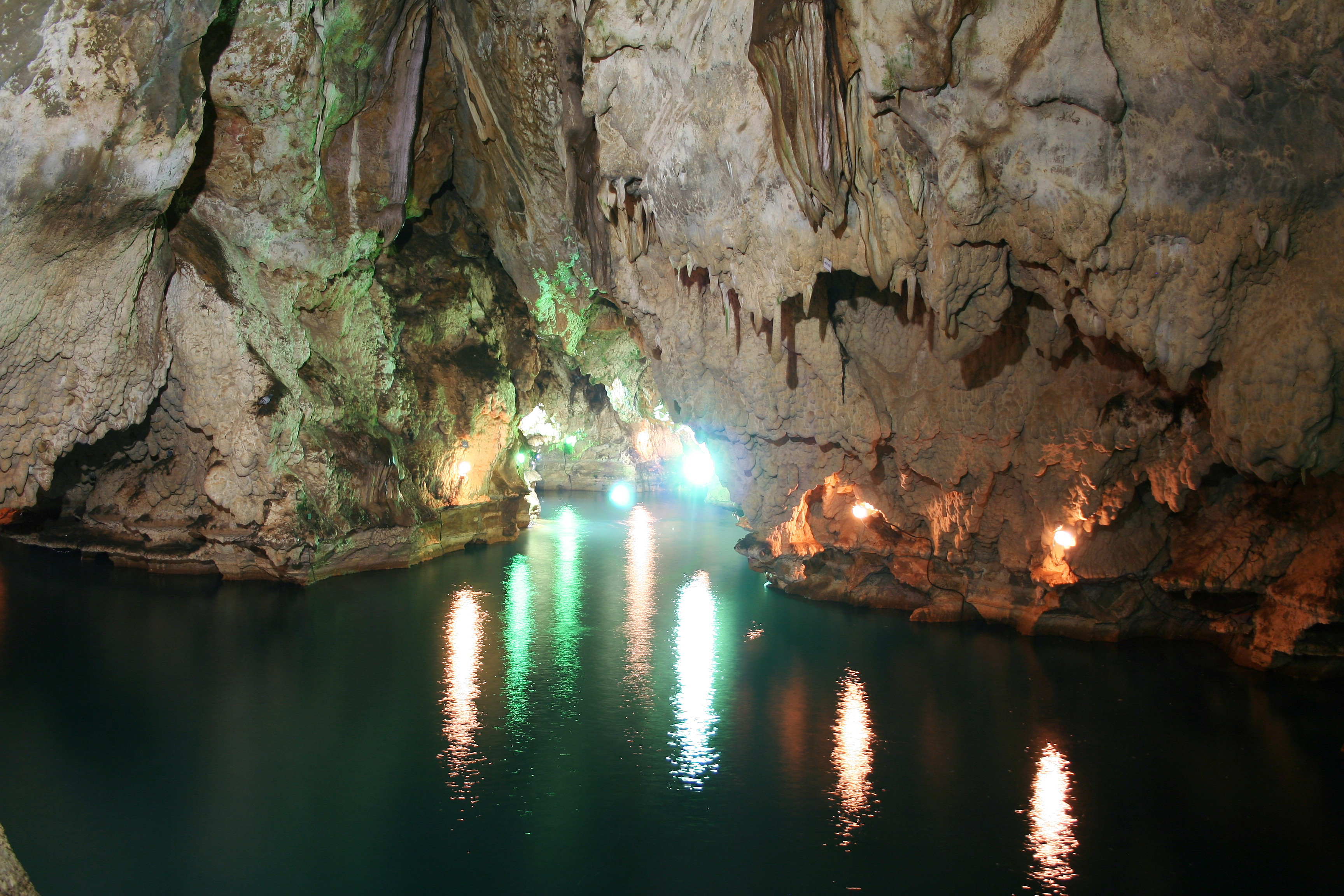
نمایی از درون غار آبی سهولان

- غار چهل پله خضرلو، در روستای خضرلو، شهر چالدران
- غار سهولان، در روستای سهولان، ۴۲ کیلومتری جنوب شرقی شهر مهاباد، ثبت‌شده در فهرست آثار طبیعی ملی
- غار علی شیخ، در روستای علی شیخ، خوی-چالدران
- غار قلایچی، واقع در ۹ کیلومتری شهر بوکان

## استان اردبیل
- غار هفت‌خانه. در روستای گرمخانه .خلخال، اردبیل
- غار کوخول عنبر در روستای لرد بخش شاهرود .خلخال، اردبیل

## استان اصفهان
- غار پیرهشتاد در روستای چقیورت از توابع شهرستان فریدون‌شهر در استان اصفهان
- غار کریستال خامو در جوپانان، نایین، اصفهان

## استان البرز
- غار یخ‌مراد (گچسر، جاده چالوس)

## استان ایلام
- غار خفاش دهلران

## استان تهران

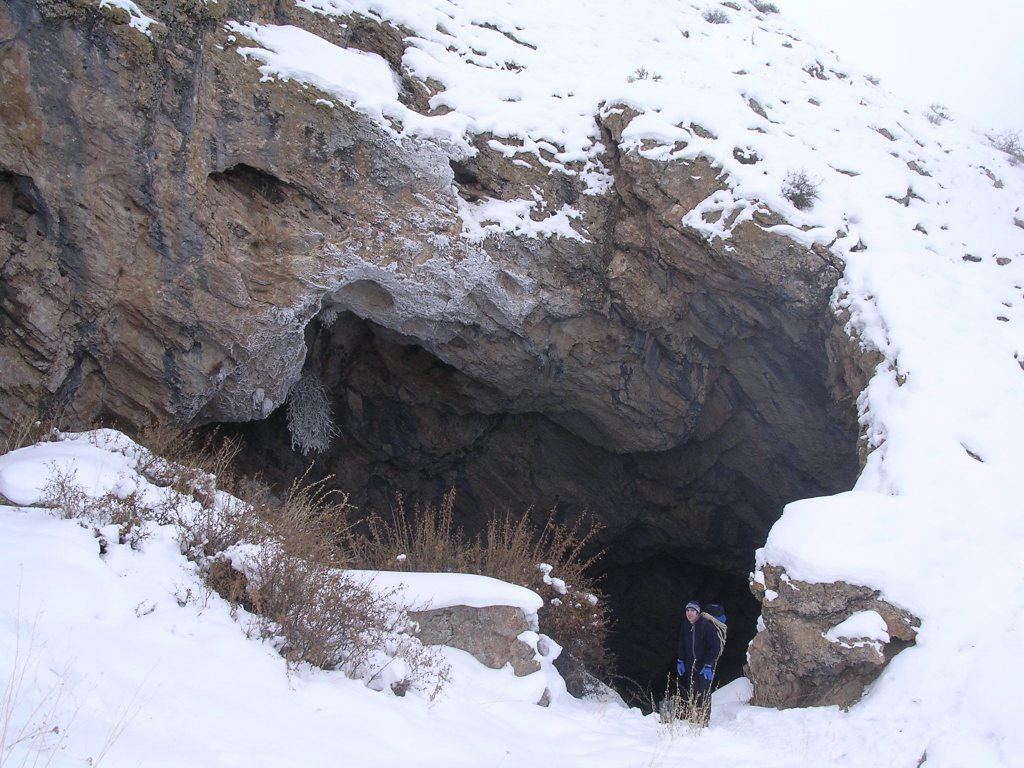
غار بورنیک در فصل زمسنان

- غار رود افشان، در امتداد جاده فیروزکوه و نرسیده به دلیچای
- غار بورنیک - در شهرستان فیروزکوه، بخش مرکزی، روستای هرانده و یکی از آثار ثبت‌شدهٔ ملی
- غار یخ‌مراد - در ۵۹ کیلومتری شهر تهران و در کنار روستای کهنه‌ده

## استان چهارمحال و بختیاری
- غار یخی چما (کوهرنگ شهرکرد)
- غار سراب - در ۲۱ کیلومتری شمال‌غربی شهر فارسان

## استان خراسان رضوی
- غار آتشگاه، در ۲۰ کیلومتری شمال غربی شهر کاشمر
- غار آهوبم، در شمال بردسکن، روستای آهوبم
- غار بزنگان (بزنگان، شهرستان سرخس)
- غار درونه در غرب بردسکن، روستای درونه
- غار مغان، در جنوب شرق مشهد و در دره دامغان
- غار زری، مشهد
- غار کارده (روستای کارده، مشهد)
- غار مغان (روستای مغان، مشهد)
- غار فاس (دشت بیاض، گناباد)
- غار قباد (روستای شیخ‌کاتلو، قوچان)
- غار مزدوران (مزداوند، شهرستان سرخس)
- غار سیر در شمال بردسکن، روستای سیر

ورودی غار آتشگاه در شهرستان کاشمر

- غار سرنی نیشابور

## استان خراسان شمالی
- غار کنه‌گرم (روستای حسن‌زو، بجنورد)
- غار گنج‌کوه (روستای جندی، بجنورد)
- غار سلیمان (شهرستان شیروان)
- غارهای هنامه (شیروان)
- کافر قلعه (شیروان)
- غار پوستین دوز (شیروان)
- غار پرقیستان، در منطقه عمومی اسفراین و در شمال روستای گسک

## استان خراسان جنوبی
- سنگ سوراخ (فردوس)
- غار فارسان
- غار جوجه
- غار لکی آسپور
- غار پل خیر
- غار خونیک
- غار بتون

## استان زنجان

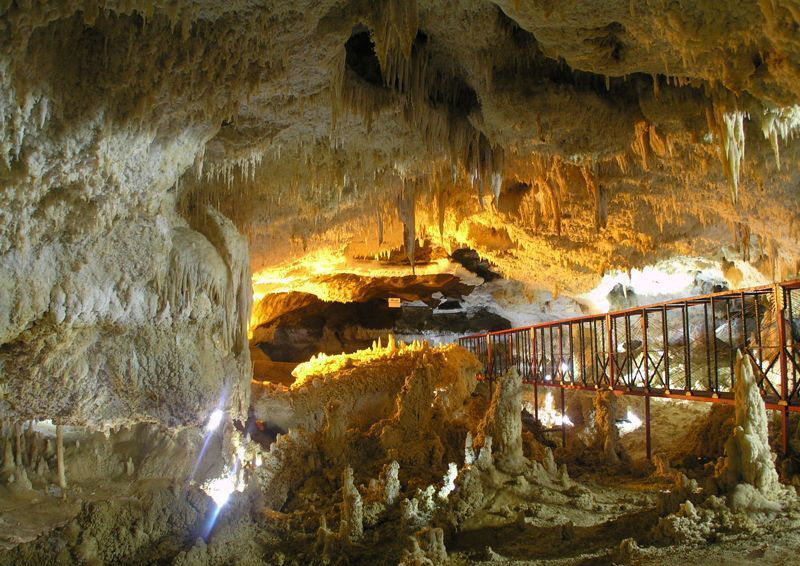
نمایی از تالارهای غار کتلهخور

- غار کتله خور، زنجان

## استان سمنان
- غار شیربند دامغان
- غار دربند سنگسر، مهدی شهر (سنگسر)

## استان سیستان و بلوچستان
- غار گواتامک، بخش ایرندگان (خاش)
- غار صداکی، بخش ایرندگان (خاش)
- غار لادیز، دهستان لادیز (میرجاوه)

## استان فارس

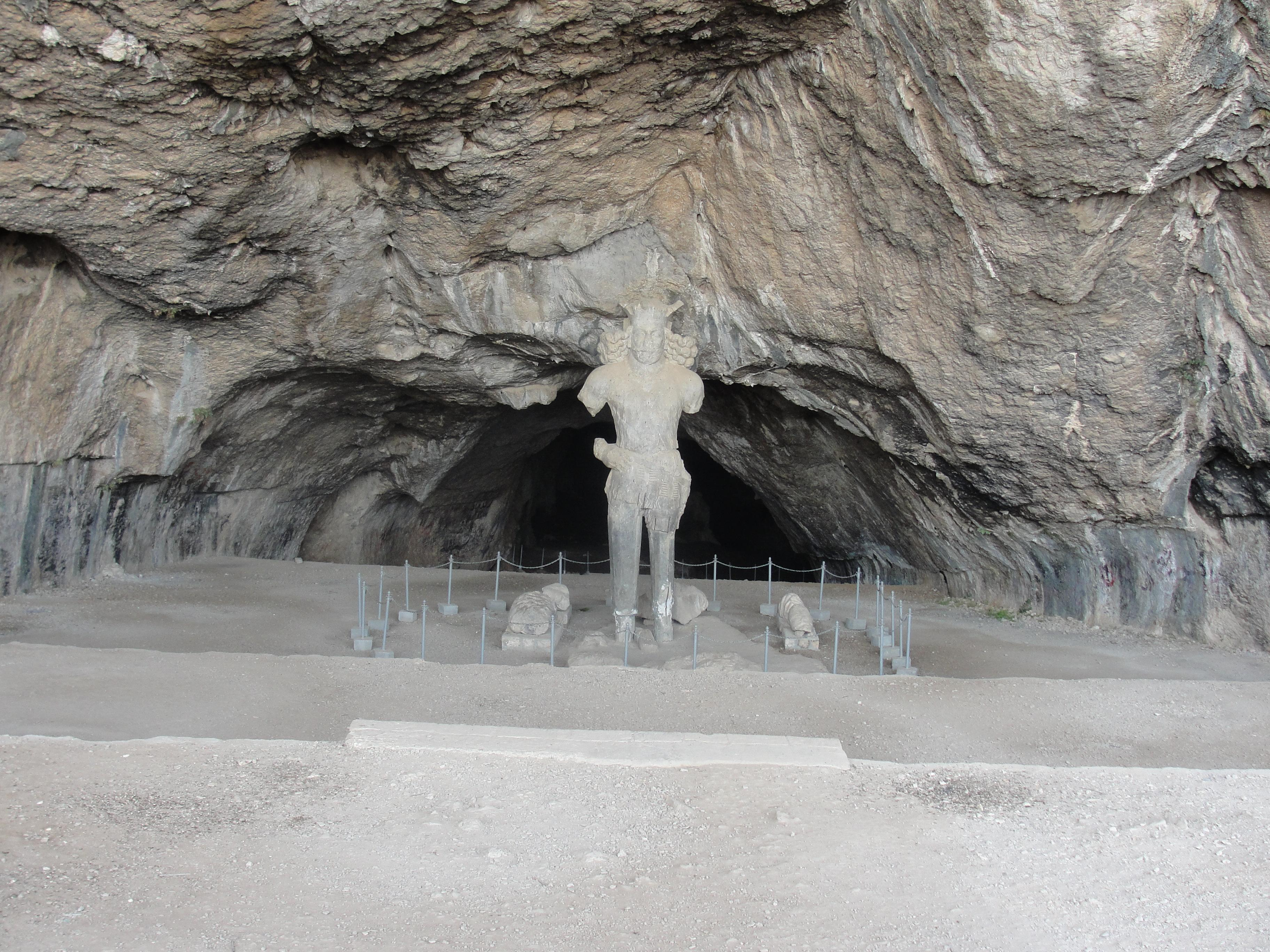
مجسمهٔ شاپور یکم در ورودی غار شاپور، در شهرستان کازرون استان فارس.

- غار وراء (جهرم)
- غار سنگ‌تراشان (جهرم)
- غار بونیز (جهرم)
- غار شاپور (کازرون، فارس)
- غار اسکان (کازرون، فارس)

## استان قزوین
- غار سلطان بلاغ، سلطان بلاغ
- غار شاکین - در ۶ کیلومتری روستای شاکین
- غار عباس‌آباد غار قلعه کرد
- غار علی صدر (الموت)

## استان قم
- غار وشنوه
- غار سالمستان

## استان کردستان

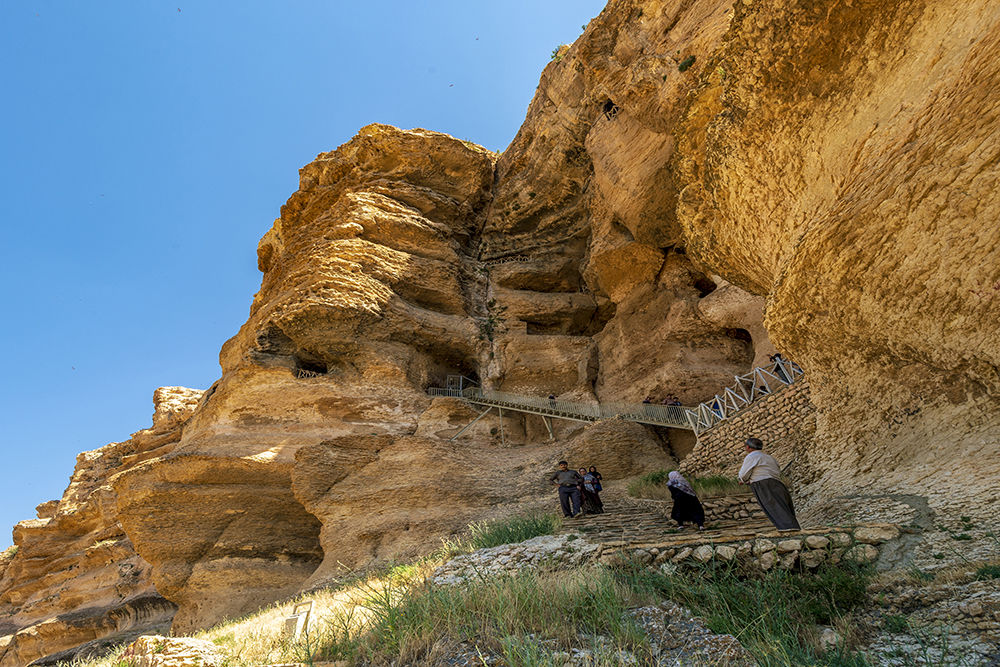
پله‌های ورودی غار کرفتو

- غار کرفتو، دیواندره

## استان کرمان
- غار طرنگ در شهرستان بافت و روستای طرنگ
- غار میرزا (شمال شرقی رفسنجان روستای ده رنج)
- غار شب‌پره واقع در شهرستان بافت، روستای خبر
- غار جفریز واقع در شهرستان بافت، دهستان گوغر
- غار ترنگ واقع در ۷۰ کیلومتری شهر بافت
- غار ایوب واقع در شهربابک

## استان کرمانشاه

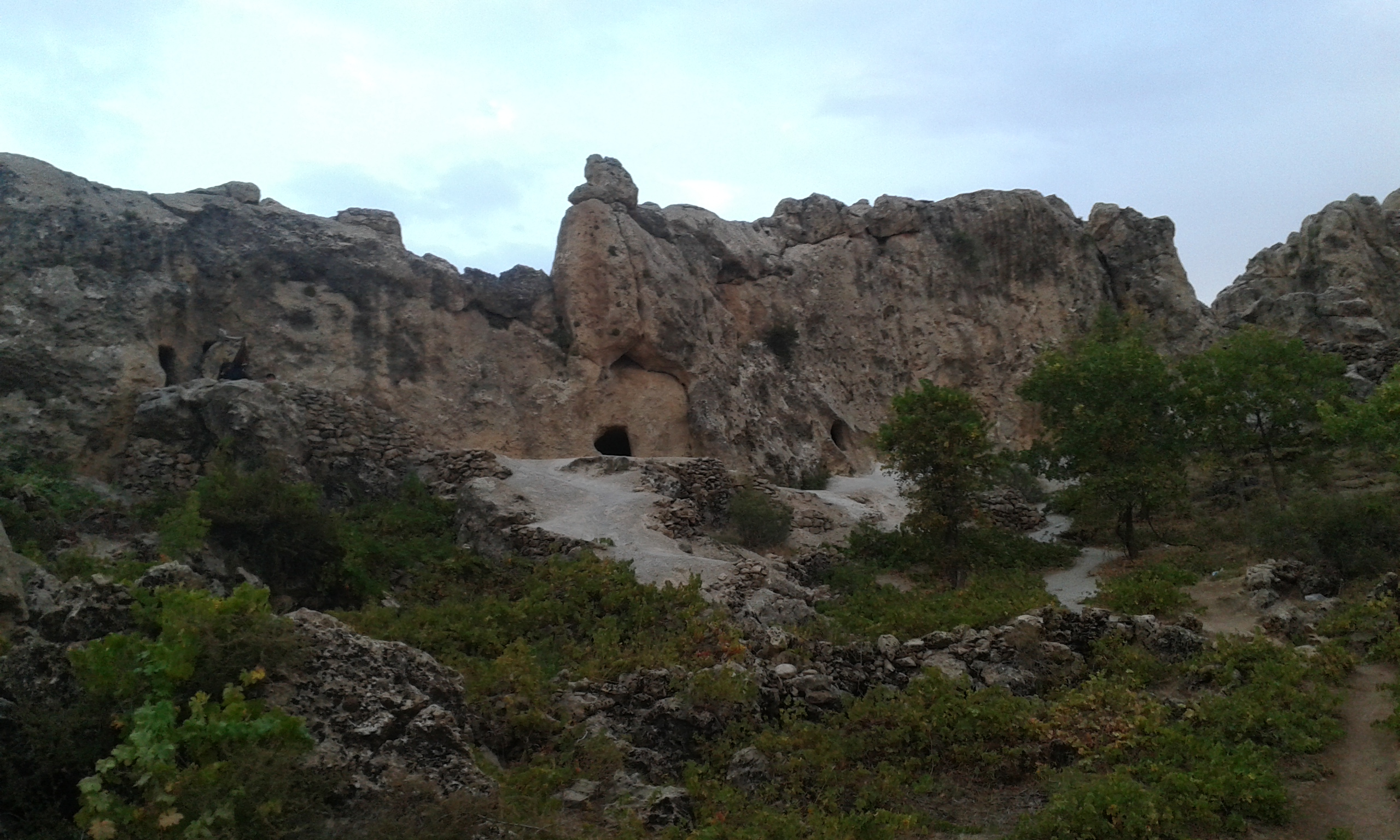
غار سنگی دست‌سازِ خالو حسین کوهکن

- غار پراو در شمال شرق کرمانشاه و دامنهٔ کوه پراو
- غار دواشکفت در شمال شرق کرمانشاه
- غار حسین کوهکن - غاری دست‌ساز در بانه‌وره از توابع شهرستان پاوه
- غار شکارچیان در بیستون از توابع شهرستان هرسین
- غار قوری‌قلا در روانسر در دامنهٔ کوه شاهو
- غار کاوات در جوانرود بر سر راه کرمانشاه-پاوه
- غار سراب حریر - در شهرستان دالاهو و یکی از آثار ثبت‌شدهٔ ملی ایران
- غار آوه زا - یکی از آثار ثبت‌شدهٔ ملی ایران در شهرستان هرسین

## استان کهگیلویه و بویر احمد
- غار کبوتر (تراب، لنده، کهگیلویه، دهدشت)
- غار مس (خونگاه، آب‌سیاه، یاسوج)

## استان گیلان
- غار دربندرشی
- غار دیورش
- غار یخی درفک
- غار خون فوشه
- غارهای پناهگاهی و دستکند علی‌آباد
- غار آویشو
- غار سجیران

## استان لرستان
- غار ماهی‌کور (روستای لون)
- غار کلما کره (پلدختر)
- غار میر ملاس (کوهدشت)

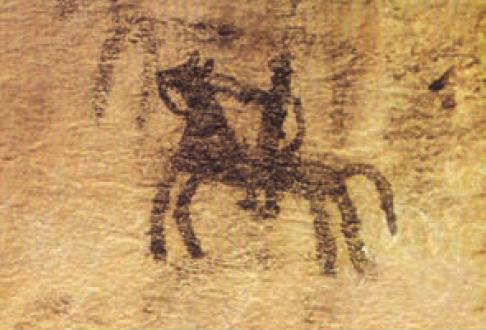
دیوارنگاری در غار دوشه، لرستان، حدود هزاره هشتم پیش از میلاد.

- غار وقت‌ساعت در ۲۰ کیلومتری جنوب شهر دورود، آب
- چشمه وقت ساعت اب در آن جاری است.
- غار دوشه در شهرستان دوره
- غار یافته در خرم‌آباد
- غار قمری در خرم‌آباد
- غار قالوجه در کوهدشت
- غار عالی آباد در کوهدشت
- غار کنجی در خرم‌آباد
- غار برد سفید(همیان) در کوهدشت
- غار قاژه در کوهدشت
- غار مردگان در دورود
- غار سمسا در الشتر
- غار ویزنهار در دورود
- غار مردآزمای ونایی در بروجرد
- غار مخفی کپرگه در بروجرد

## استان مازندران
- غار الیاس تنگه (شاهاندشت. امل)
- غار کبجاکچال (دوآب، نکا)
- غار گل‌زرد (لار، آمل)
- غار کلکچال (آمل)
- غار هوتو (بهشهر)
- غار کمربند (بهشهر)

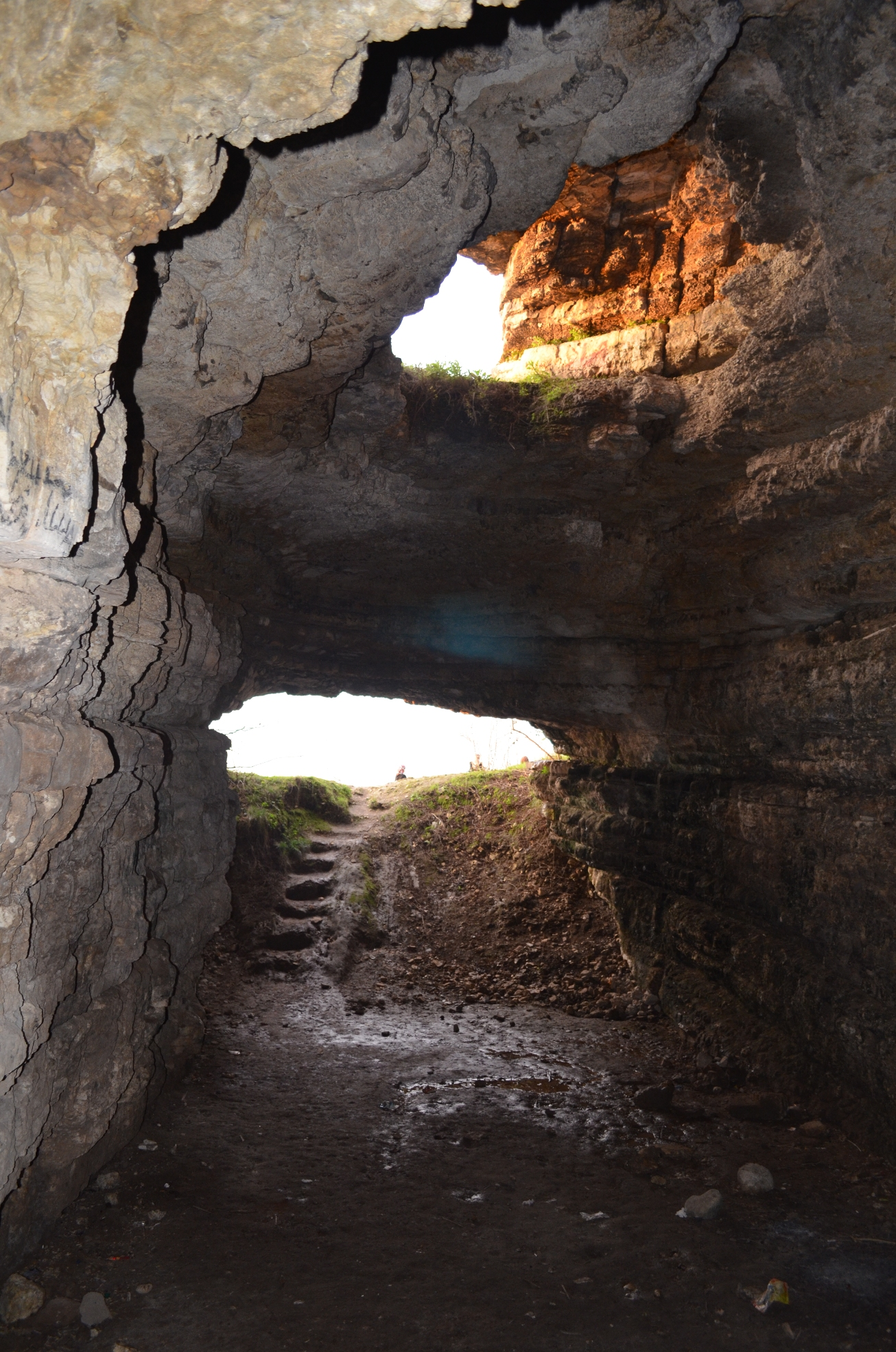
دهانه بالا و پایین غار هوتو (بهشهر، مازندران). اسکلت‌های انسان امروزی با قدمت حدود ۱۰ هزار سال از این غار کشف شده‌است.

- غار اسپهبد خورشید، (دوآب، سواد کوه)
- غار دانیال

## استان مرکزی
- غار عین‌هو (روستای رباط، اراک)

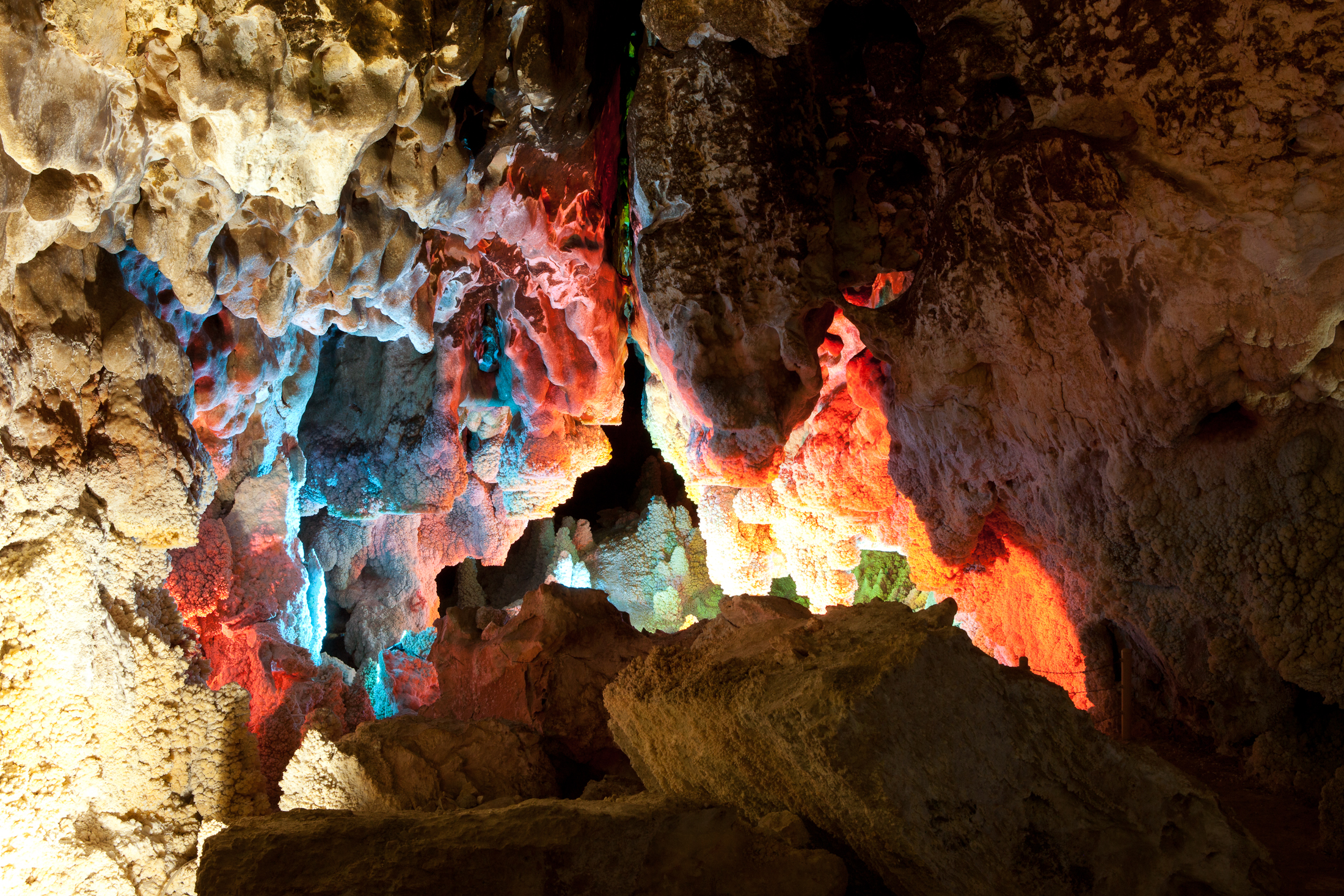
نمایی از درون غار چال‌نخجیر

- غار کهک، واقع در راه دلیجان اراک، در محل دوراهی سلفچگان و مجاور روستای کهک
- غار شاه بلبل محلات
- غار آسیلی
- غار آق داش
- غار سوراخ گاو
- غار یخچال
- غار گیوه کش
- غار گاوخور شهرستان تفرش
- غار علی خورنده شهرستان تفرش
- غار نویوئی یا نویوهی شهرستان تفرش
- غار کیخسرو
- غار شغال دره
- غار سوله خونزا
- غار سفیدخانی
- غار امجک - در شهرستان تفرش
- غار آزادخان - محلات
- غار باباجابر در ۵۳ کیلومتری جنوب‌غربی شهرستان دلیجان در یک کیلومتری روستای جودان
- غار چال نخجیر، واقع در شمال شرقی شهرستان دلیجان و نزدیک به جاده دلیجان-نراق

## استان همدان
- غار قلعه‌جوق

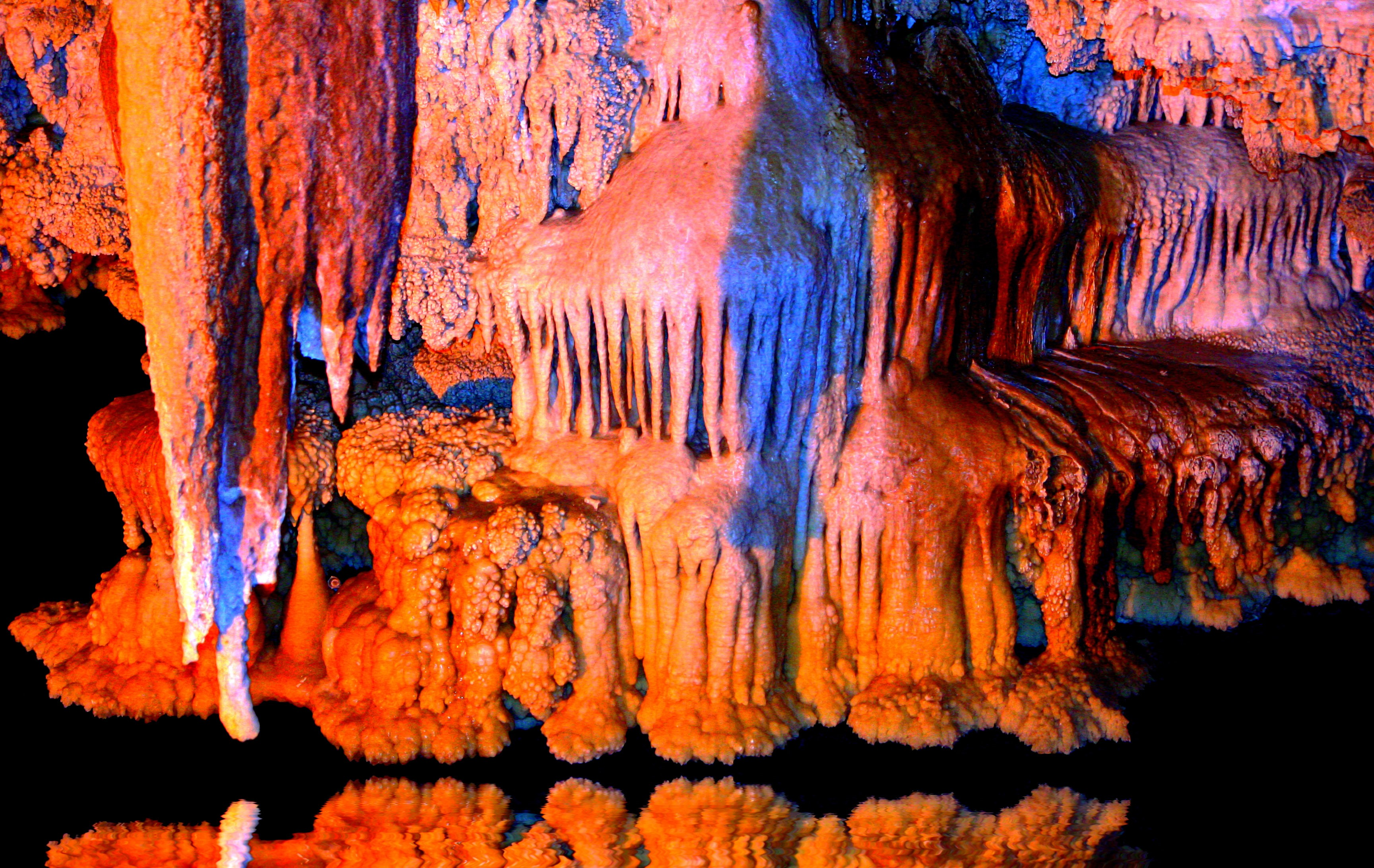
غار علی‌صدر، بزرگ‌ترین غار آبی جهان

- غار علی‌صدر واقع در شهرستان کبودرآهنگ در استان همدان
- غار همه‌کسی - در ۶۴ کیلومتری شمال‌شرقی شهر همدان و در کنار روستای همه‌کسی